# Johann Heinrich Voss
Johann Heinrich Voss ou Johann Heinrich Voß (Sommerstorf, 20 de fevereiro de 1751 – Heidelberg, 29 de março de 1826) foi um poeta e tradutor alemão.
É considerado o maior tradutor da Ilíada e da Odisseia para a língua alemã.

## Obras
- Die Leibeigenschaft. In: Lauenburger Musenalmanach., 1776.
- Luise. Ein laendliches Gedicht in drei Idyllen. Nicolovius, Königsberg 1795.
- Abriß meines Lebens. Karben: Wald-Verl., 1996 (Repr. d. Ausg. Rudolstadt 1818).
- Briefe. (Org. Abraham Voß). Hildesheim: Olms, 1971 (Repr. d. Ausg. Halberstadt 1829-1833).
- Sämmtliche poetische Werke. (org. por Abraham Voß). Leipzig: Müller, 1835.
- Gedichte. Texto introdutório por Klaus Langenfeld. Husum: Husum Druck- und Verlagsgesellschaft, 2001.
- Die kleinen Idyllen. Introdução por Klaus Langenfeld. Stuttgart: Akademischer Verlag Heinz, 2004